# Estadio de Atocha

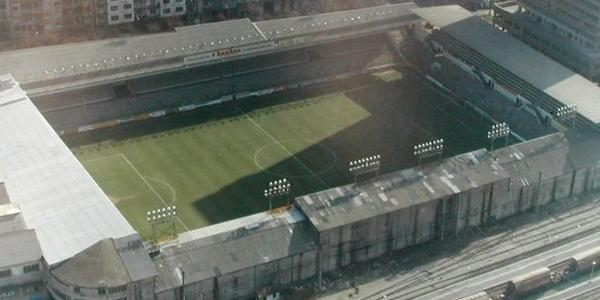
Vista aérea del estadio en 1993

El Estadio Municipal de Atocha (en euskera, Atotxako futbol zelaia) fue un estadio de fútbol de la ciudad de San Sebastián, situado en el barrio de Eguía. Fue el segundo estadio que tuvo la Real Sociedad de Fútbol en su historia y tuvo una vida útil de casi 80 años. Fue precedido por Ondarreta, el primer campo de la Real, situado en el barrio de El Antiguo de San Sebastián y predecesor del actual Estadio de Anoeta.

## Historia
Fue inaugurado el 4 de octubre de 1913 en un partido contra el Athletic Club, partido que finalizó con empate a tres goles. El primer gol fue marcado por el visitante Pichichi.

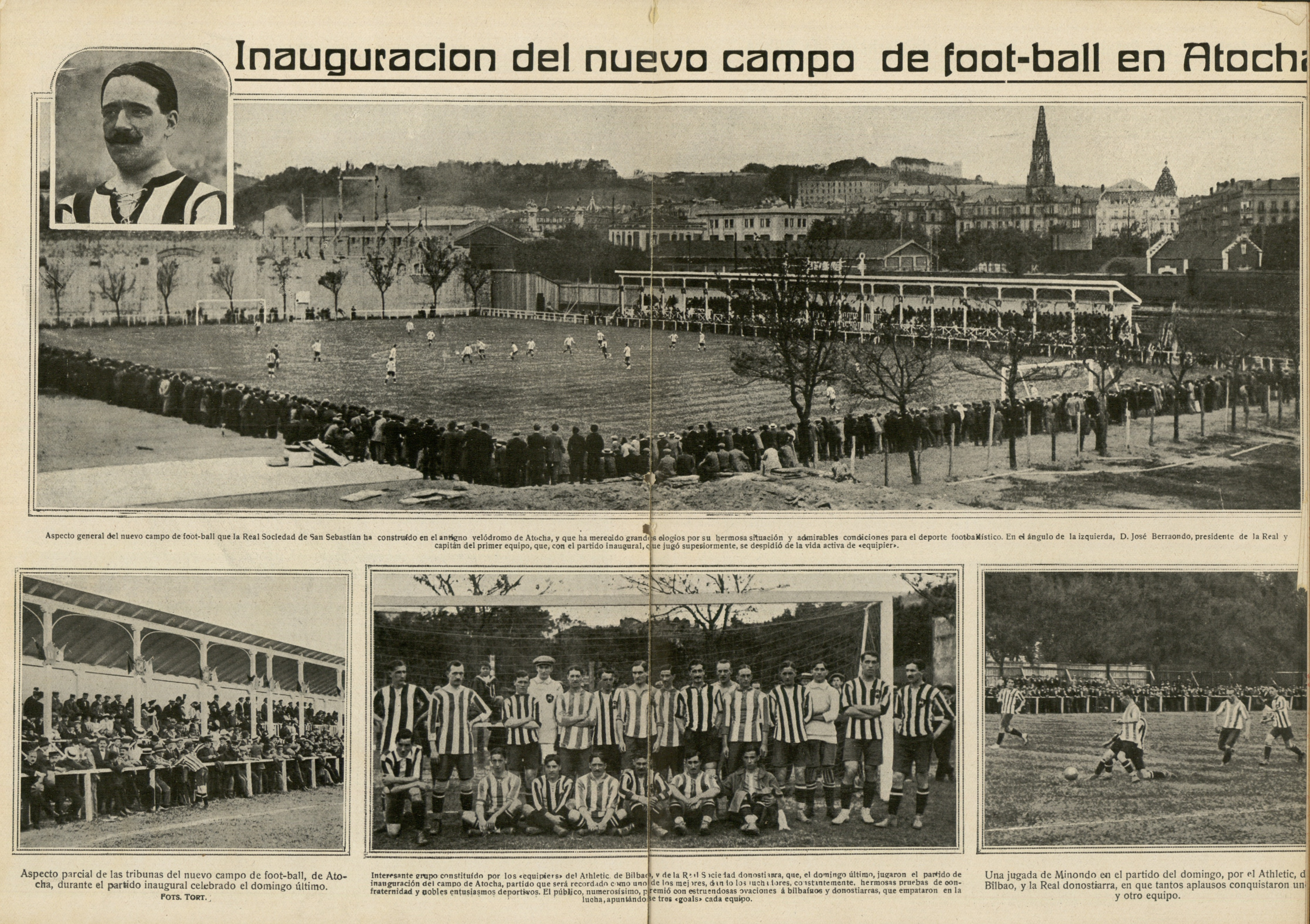
Inauguración del Estadio de Atocha en 1913

El estadio se levantó sobre el velódromo del Club Ciclista de San Sebastián. Aquel año se celebraba el primer centenario del incendio que destruyó la ciudad, lo que favoreció la ejecución de obras públicas que llevaban un tiempo paradas y motivó la destrucción del velódromo (que ya se venía usando como terreno de juego) para dar lugar al campo de fútbol con su tribuna principal.
Julian Comet, fundador y presidente de dicho club, molesto por el trato recibido por parte de los footballeurs a los que había ayudado unos años antes cediendo el nombre del club para la disputa (y consecución) de la Copa del Rey de 1909, lanzó una famosa maldición que fue durante mucho tiempo recordada en San Sebastián: «Jamás la Real será campeona de Copa».
El estadio llegó a tener una capacidad aproximada de 26.700 espectadores. La distancia entre la grada y el campo eran tan pequeña que llegaba a intimidar a los rivales. Contaba con 4 graderíos con unas tribunas muy viejas. Los fondos carecían de asientos y la gente veía el fútbol apelotonada de pie. No cumplía con los estándares que marcaba la UEFA y el elevado coste que suponía su remodelación, además de la dificultad que suponía las edificaciones contiguas, motivaron el traslado al Estadio de Anoeta en la primera mitad de la década de los 90. 

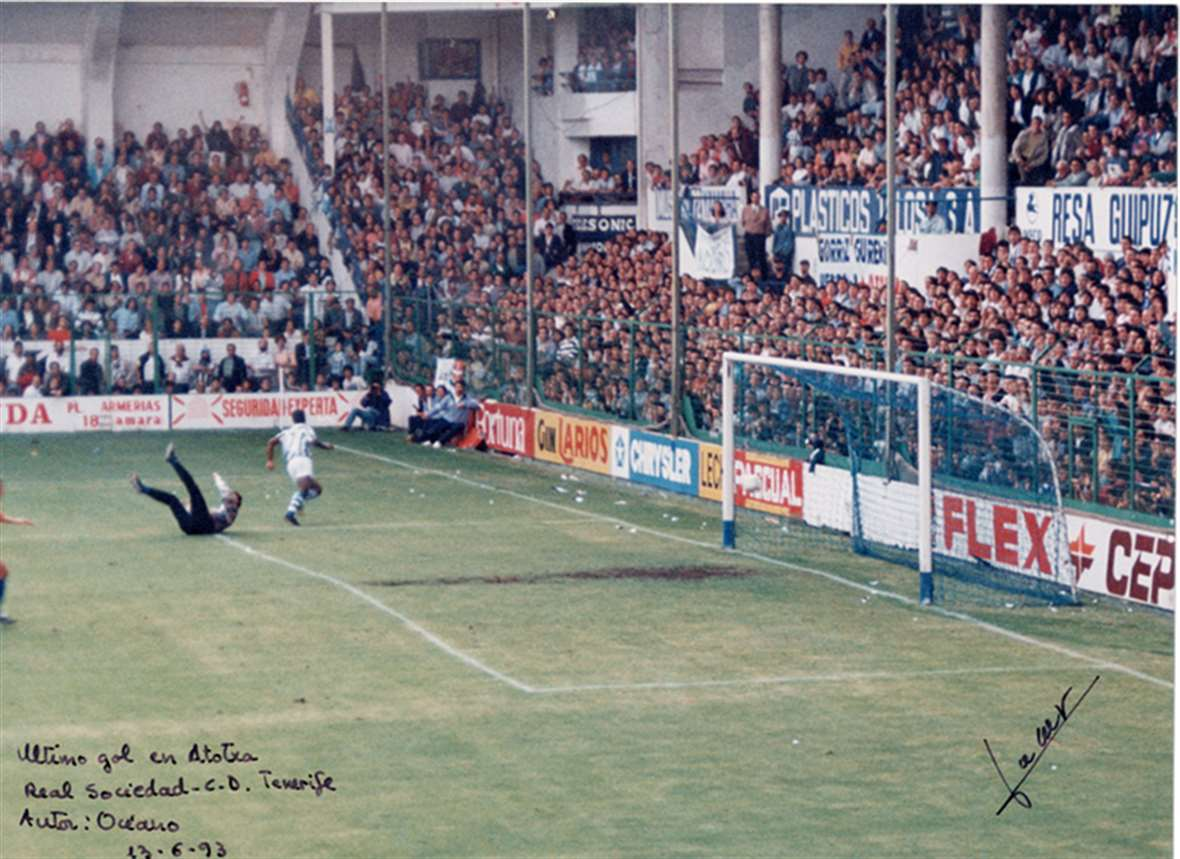
Oceano marca el último gol oficial del Estadio de Atocha, en partido frente al CD Tenerife, el 13 de junio de 1993

El último gol en partido oficial en este campo lo marcó el jugador de la Real Sociedad de Fútbol Oceano Andrade da Cruz, el 13 de junio de 1993, en partido de Liga ante el Club Deportivo Tenerife con resultado final de 3-1 para los locales. Aunque días más tarde, el 22 de junio, se celebró un partido entre la Real Sociedad de Fútbol y la Selección de Euskadi como despedida.
A partir de la temporada 1993-94 la Real Sociedad de Fútbol jugaría en el nuevo Estadio de Anoeta. El viejo estadio de Atocha todavía se conservó durante unos años más, sirviendo como campo de entrenamiento para un equipo de rugby, antes de su demolición para construir viviendas de protección oficial.

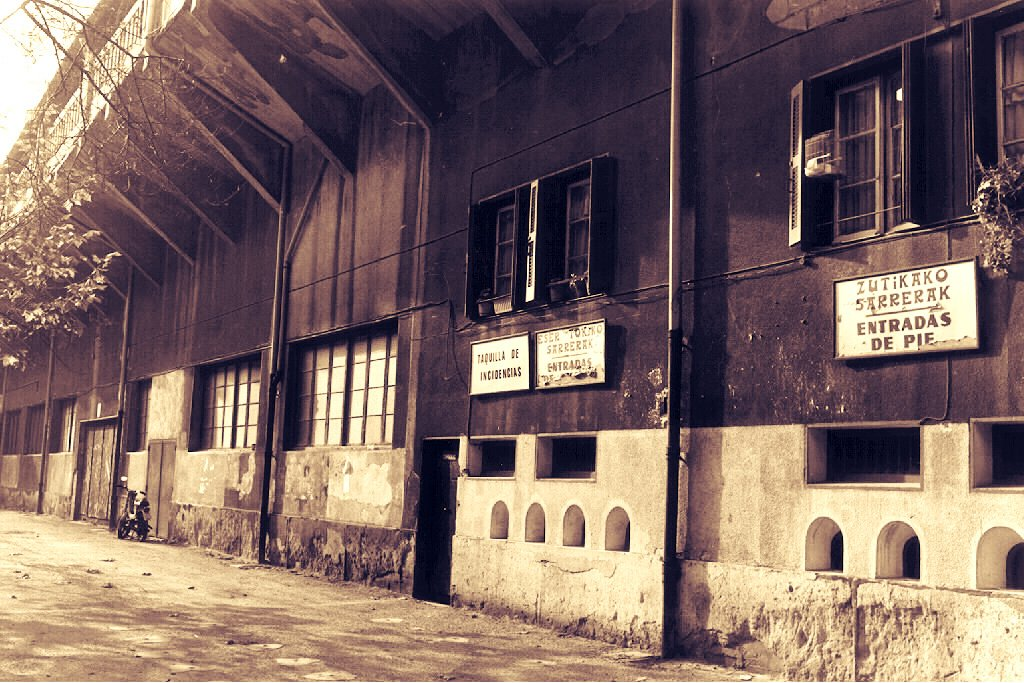
Amadeo Labarta, conserje de Atocha durante 40 años, vivía dentro del estadio, sobre las taquillas.

Actualmente hay una plaza rodeada de viviendas en el lugar que ocupó el estadio y se puede reconocer la disposición del antiguo estadio en las viviendas que rodean la plaza. La plaza se denominó durante más de una década Plaza de Hirutxulo (uno de los apodos tradicionales que tiene la ciudad de San Sebastián), hasta que en 2011 el pleno municipal decidió cambiarle el nombre y denominarla Plaza Campo de Atotxa / Atotxako Zelaia Plaza, como forma de mantener el recuerdo del viejo estadio.
Durante 40 años estuvo al cuidado del campo un conserje exjugador de la Real Sociedad de Fútbol, el pasaitarra Amadeo Labarta Rey, que junto a su esposa Sabina tenía su vivienda dentro del estadio.

## Cohetes por goles
En la década de 1960 un aficionado (Patxi Alcorta) ideó una manera singular de avisar del resultado del partido a los pescadores (arrantzales en euskera) que estaban faenando en la costa y no podían seguirlo. El código era simple: un cohete significaba que el equipo visitante había marcado; dos cohetes, que el gol era local.
Generaciones de donostiarras han crecido envueltos en esta tradición, viendo cómo la ciudad se paralizaba las tardes de domingo en cuanto sonaba el primer cohete. Todos, sin excepción, se quedaban esperando el sonido del segundo para después retomar el paso. Felices si éste se producía; renegando si no se rompía el silencio con un segundo estallido.
Esta tradición se mantuvo hasta el traslado al Estadio de Anoeta en 1993, tras el que se abandonó durante más de una década. En la temporada 2006-2007 el club recuperó esta singularidad, ahora bajo la responsabilidad del hernaniarra Juan Iturralde.

## Su secreto menos conocido

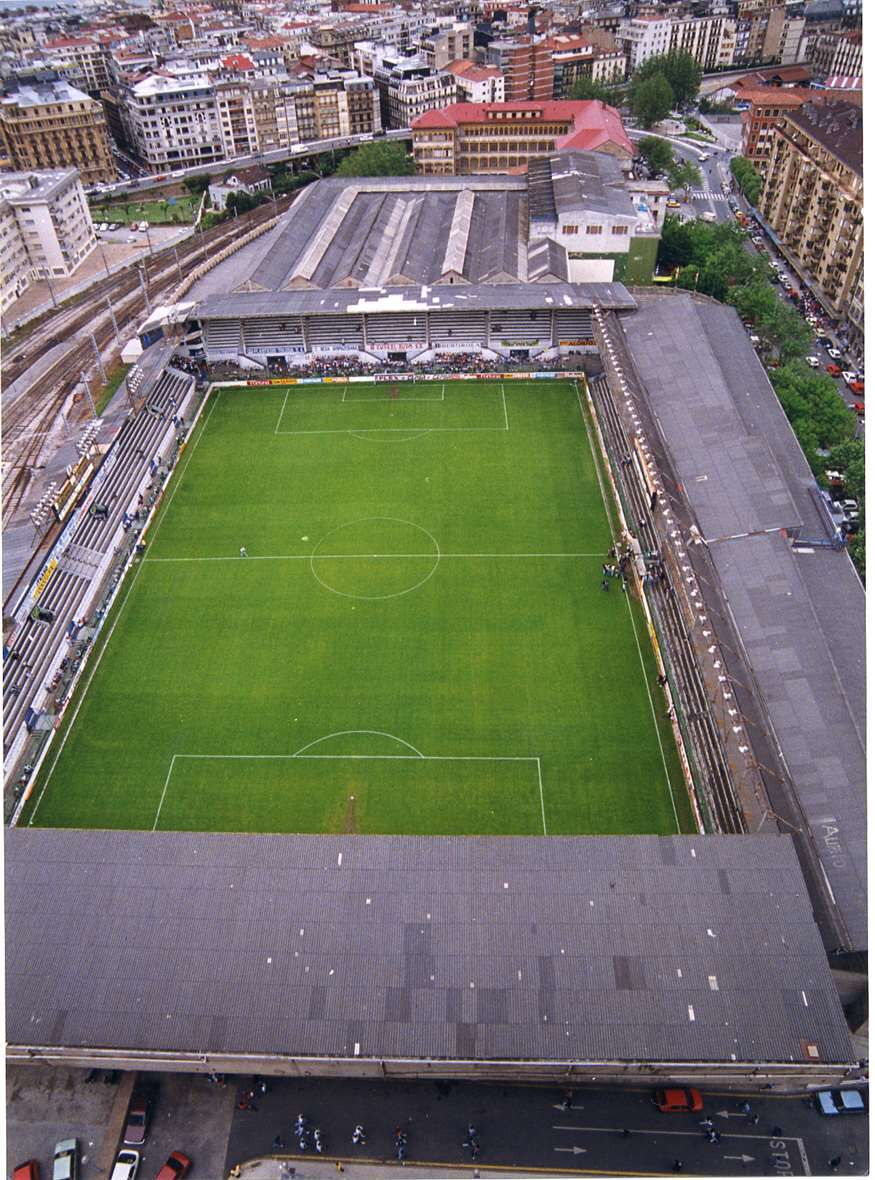
Vista desde la torre adyacente

En el adiós del estadio se hizo público su secreto más inconfesable: su terreno de juego no era un rectángulo, sino un trapecio. Era un metro más corto por uno de los fondos que por el otro. Algo curioso, pero que no le impidió albergar toda una semifinal de Copa de Europa.